# 反德

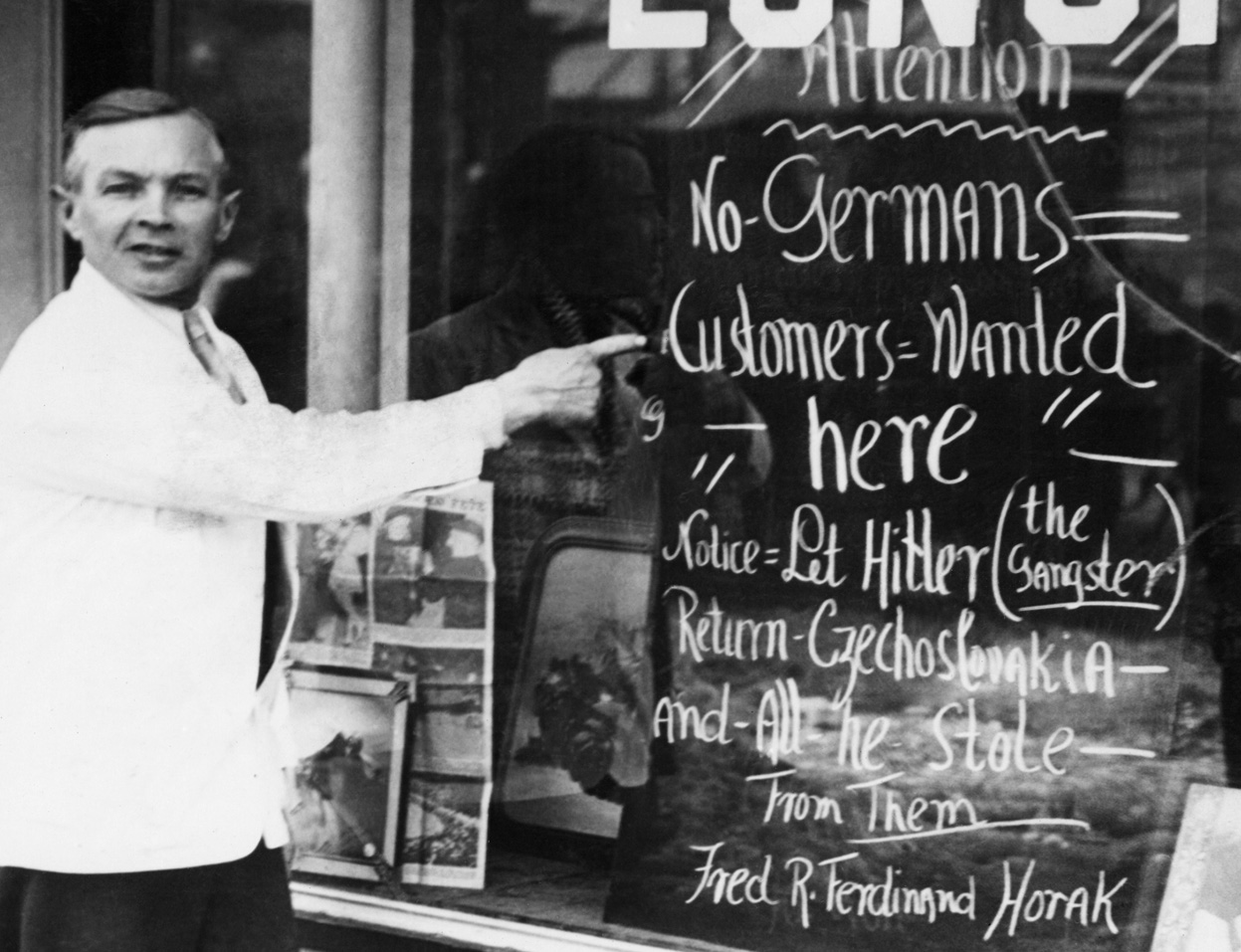
德國吞併捷克斯洛伐克後不久的1939年，美國一家捷克斯洛伐克裔老闆指著餐廳店外的招牌，上頭寫明：「这里不接待德国人，希特勒（那匪徒）把捷克斯洛伐克和他搶奪的國家全部還來！」。

| 国别       | 正面 | 负面 | 中立 | 正负面差 |
| ---------- | ---- | ---- | ---- | -------- |
| 以色列     | 25 % | 38 % | 37%  | -13      |
| 西班牙     | 44 % | 40 % | 16 % | 4        |
| 印度       | 32 % | 26 % | 42%  | 6        |
| 巴基斯坦   | 35   | 27   | 38   | 8        |
| 中國       | 42   | 22   | 36   | 20       |
| 墨西哥     | 45   | 24   | 31   | 21       |
| 秘魯       | 44   | 22   | 34   | 22       |
| 土耳其     | 47   | 24   | 29   | 23       |
| 印度尼西亞 | 53   | 28   | 19   | 25       |
| 智利       | 47   | 18   | 35   | 29       |
| 奈及利亞   | 63   | 23   | 14   | 40       |
| 日本       | 46   | 3    | 51   | 43       |
|            | 58   | 15   | 27   | 43       |
| 俄羅斯     | 57   | 12   | 31   | 45       |
| 巴西       | 66   | 21   | 13   | 45       |
| 德国       | 68   | 19   | 13   | 49       |
|            | 72   | 13   | 15   | 59       |
| 美国       | 73   | 13   | 14   | 60       |
| 加拿大     | 77   | 10   | 13   | 67       |
| 法國       | 83   | 11   | 6    | 72       |
| 英国       | 86   | 9    | 5    | 77       |
|            | 84   | 6    | 10   | 78       |
|            | 86   | 7    | 7    | 79       |

反德（德語：[注1]；英語：[注2]）是一種心理普遍仇視德國人和有關德國事務的排外情緒。過去主要是基于納粹德國第二次世界大戰期間在歐洲所犯下的戰爭罪行，例如以色列與中東、東歐等，但現時則指是德國在歐洲聯盟所主導的角色，批評德國過度強硬的外交態度，蠻橫地干涉及操縱其他歐洲國家的經濟政策，例如現時德國針對希臘等債務高築的國家，要求那些國家實行嚴格苛刻的緊縮政策以給予貸款償還債務，並削減赤字。

## 例子
- 2003年7月2日，義大利總理西爾維奧·貝魯斯柯尼在擔任歐洲主席期間，針對批評演說的德國議員時，如此回答：「最近意大利正拍攝一部有關納粹集中營的電影，我建議你去飾演一個衛兵（kapo，意指在集中營的衛兵）。」引發爭議，德國總理施羅德要求他道歉，並為此召喚意大利大使表達嚴重抗議[2][3]。
- 2009年7月，在德國的一名埃及孕婦馬爾瓦因提告俄羅斯裔德國人的誹謗案，就在德累斯頓法庭審理期間被刺10多刀致死。事後引起埃及媒體的關注報導，死者遺體送回埃及時，出席喪禮的數百位埃及民眾高呼打倒德國的口號[4]。
- 2011年10月26日，由於德國政府主張對希臘採取更嚴厲的經濟緊縮政策，引起希臘方面對德國的敵意。路透社報導一些希臘媒體如《自由新聞報》發行的反德漫畫，把希臘財長韋尼澤洛斯（Evangelos Venizelos）描繪成對希臘公民咆哮，旁邊站著一位監視的德國兵。另一副是德國士兵質問韋尼澤洛斯「為何希臘的勞動力儲備名單是空的？」旁邊的希臘年輕人說：「因為上次你們（指德國人）殺了太多共產黨人、猶太人、同性戀、吉卜賽人和智能不足者。」該漫畫有意將德國比做納粹[5]。
- 2015年，希臘因為不滿德國紓困條件中過苛的經濟緊縮政策，向德國索討二次大戰的損失2787億歐元。

## 對德國人的貶稱
英文
- Fritz（英语：Fritz）：德國佬，特別指德國兵。來自一次大戰英國人對德國士兵的輕蔑稱呼[6]。
- Kraut（英语：Kraut）：原意是德國的一種酸菜，後來演變為對德國人的蔑稱[7]。

## 圖片集

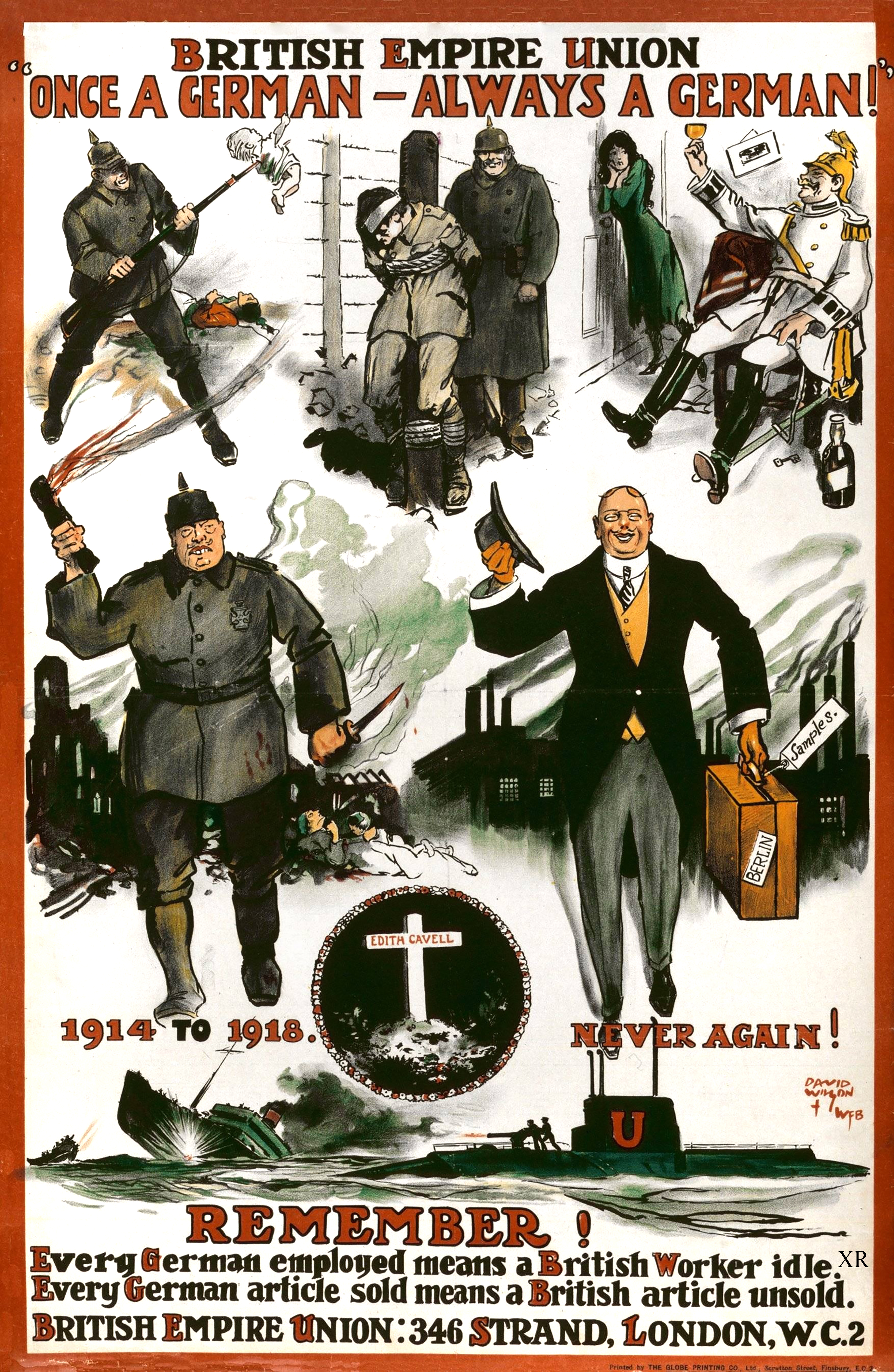
圖為一次大戰後英國民間團體的反德宣傳，標題上寫著「一日德國人，永世德國人，1914到1918年，決不重蹈覆轍」。底下小字是：記住！雇用德國工人意味著英國勞工失業；銷售德國貨意味著英國貨滯銷。